# Правило однієї краплі крові
Правило однієї краплі крові (англ. One drop rule) — негласна побутова і культурна установка, яка побутувала до середині XX ст. у германських народів (особливо у США) та полягала у суворому дотриманні теорії «чистоти раси», згідно з якою людина з найменшою домішкою негритянської крові повинна вважатися «чорною» з усякого погляду.

## Передісторія
Вперше з проблемою великомасштабних міжрасових статевих контактів європейці зіткнулися під час колонізації Америки. Але якщо більш терплячі французи, іспанці та португальці заохочували метисацію і змішання, то англійці, німці та голландці всіляко противилися цьому. Для того, щоб зменшити спокусу міжрасових схрещувань, особливо з огляду на нестачу білих жінок, діти від контактів з чорними жінками (мулати) проголошувалися такими ж чорними рабами, що не заслуговують ніяких особливих прав у порівнянні з темношкірими африканцями. І якщо до 1930 р. на території США більш світлошкірі діти від подібних контактів як виняток отримували певні полегшення (наприклад, поблажливе ставлення), то після встановлення «законів Джима Кроу» їм було відмовлено і в такому неофіційному визнанні. Відповідно до законодавства, «кольоровими» визнавалися люди з не менш як 1/4 афроамериканської крові, але у побуті будь-яка незначна доля "чорної" крові робила особу «кольоровою». Зміни у кращий для «кольорових» бік розпочалися після 1960-х рр.

## Варіації
У країнах Латинської Америки правило однієї краплі крові розглядалося з протилежного боку. Будь-яка, навіть незначна домішка європейської крові давала особі можливість (хоча й не зобов’язувала) вважати себе «білим».